# Изумрудный блестящий скворец
Изумрудный блестя́щий скворе́ц (лат. Lamprotornis iris) — вид певчих птиц из семейства скворцовых (Sturnidae).

## Описание
Изумрудный блестящий скворец достигает длины в 19 см. Оперение взрослых птиц глянцево-зелёное, но нижняя часть спины, поясница, надхвостье и грудь имеют тусклый пурпурный оттенок. Питается различными насекомыми, отдавая предпочтение небольшим наземным муравьям. Помимо этого, употребляют в пищу различные фрукты и орехи, например, дикие мускатные орехи.

## Ареал и места обитания
Обитает в саваннах, кустарниках, садах, избегая густых лесов. Эндемик Западной Африки, ареал включает территорию Гвинеи, Кот-д’Ивуара и Сьерра-Леоне. Несмотря на ограниченность ареала, МСОП присвоила таксону охранный статус «Виды, вызывающие наименьшие опасения» (LC).